# Santa Irmandade
A Santa Irmandade era formada por grupos de pessoas armadas, pagos pelas câmaras municipais, para perseguir criminosos.
Foi instituída, em 1476, pela Rainha Isabel I, por ocasião da reunião das Cortes em Madrigal.
Desse modo, foi criado um ordenamento que unificou as diferentes Irmandades que começaram a ser criadas desde o século XI nos reinos cristãos da Península Ibérica.
Alguns estudos, sustentam que foi a primeira força policial da Europa submetida a uma organização e administração governamental.
Em 1834, foi substituída pela Superintendência Geral de Polícia.

## História
As primeiras irmandades policiais tinham uma organização semelhante as das confraria católicas, mas seu propósito era o de estabelecer uma força armada para defender as cidades dos ataques de nobres turbulentos ou de mercenários sem trabalho, além de perseguir criminosos comuns, incluindo os que roubavam gado.
No século XI, o Rei Afonso VI, do Reino de Leão, concedeu proteção proteção legal para irmandades policiais formadas nas montanhas da Província de Toledo.
Entre 1369 e 1379, o Rei Henrique II de Castela, apoiou a constituição de irmandades para a segurança dos campos da Comarca de la Sisla, na Província de Toledo e a associação entre tais irmandades. Um dos municípios que participaram foi Sisla Mayor, que, atualmente, é parte do território administrado pelo Município de Orgaz. Esta associação de irmandades, recebeu o nome de Irmandade de San Martín de la Montiña.
Em 1245, o Rei Fernando III de Castela criou irmandades de policiais em locais como: Cidade Real e Talavera de la Reina.
Nesse contexto, foram criadas irmandades de policiais em quase todos os reinos cristãos da Península Ibérica, com exceção do Município de Barcelona, onde se formou a "Somatén", que tinha suas peculiaridades, e no Reino de Navarra, onde a instituição policial era chamada de "Orde".
Em 1300, ocorreu um fato marcante no nascimento desta instituição, quando o povo de Los Montes de Toledo e os Talaveranos de La Jara se juntaram a uma federação, à qual se juntaram dois anos depois aqueles da então chamada Villa Real (Cidade Real). Pois, desse modo, a nova instituição resultante se tornou mais efetiva. Isso porque, por meio da coordenação de esforços das irmandades municipais houve uma maior efetividade no combate ao banditismo.
Em 1473, o Rei Henrique IV de Castela autorizou a formação de uma nova Irmandade Geral nos reinos de Castela e Leão, a pedido dos procuradores das Cortes, para garantir o cumprimento da lei e combater os crimes nas cidades e nas estradas.
No entanto, esta Santa Irmandade foi rapidamente dissolvida, no contexto da Guerra de Sucessão de Castela.
Para reinstituir a Santa Irmandade, Alonso de Quintanilla, Contador Sênior, e Juan de Ortega, sacristão do rei, solicitaram que as cidades castelhanas enviassem seus representantes a Duenhas, onde, em março de 1476, se realizou a reunião que elaborou o novo projeto geral de instituição da Santa Irmandade, que serviria de base para a redação da Portaria Madrigal que seria aprovada, no dia 19 de abril de 1476, pelos Reis: Isabel I de Castela e Fernando II de Aragão nas Cortes de Madrigal.
Desse modo foi instituída a Santa Irmandade para: proteger o comércio, pacificar o difícil trânsito no estradas e combater o banditismo. Além disso, como milícia, teria um papel importante na guerra de Granada, mas, a partir de 1498, sua atuação foi reduzida aos níveis locais, de acordo com os desejos das cidades.